# Wolfgang Wodarg
Wolfgang Wodarg (ur. 2 marca 1947) – niemiecki lekarz i polityk. Był członkiem SPD w latach 1994-2009.
Jako przewodniczący Zgromadzenia Parlamentarnego Komisji Zdrowia Rady Europy Wodarg podpisał proponowaną rezolucję 18 grudnia 2009, która została krótko omówiona w styczniu 2010 w nadzwyczajnej debacie i wezwał do dochodzenia w sprawie rzekomego wpływu koncernów farmaceutycznych na Światową Organizację Zdrowia w walce z pandemią grypy A/H1N1. Jego komentarze na temat pandemii COVID-19 spotkały się z krytyką naukowców, polityków i mediów.

## Wykształcenie i zawód
Urodzony i wychowany w miejscowości Itzehoe w Szlezwiku-Holsztynie, w 1966 Wodarg wyjechał po maturze na studia medyczne do Berlina i Hamburga. Licencję lekarza uzyskał w 1973, a w 1974 otrzymał doktorat medycyny na Uniwersytecie w Hamburgu za rozprawę na temat Choroby psychiczne marynarzy – studium nad samobójstwem, alkoholizmem i innymi poważnymi zaburzeniami psychicznymi. Następnie rozpoczął pracę jako lekarz okrętowy, a po podróży badawczej do RPA rozpoczął pracę na stanowisku lekarza portowego w Hamburgu. Od 1983 piastuje stanowisko lekarza o statusie urzędnika w departamencie zdrowia we Flensburgu, którego został dyrektorem w tej samej dekadzie. Wolfgang Wodarg jest wykładowcą na Uniwersytecie we Flensburgu.

## Przynależność do partii
Wodarg jest członkiem partii Die Basis. Był członkiem Partii Socjaldemokratycznej (SPD) w latach 1988-2021. W latach 1992–2002 był szefem okręgu SPD Schleswig-Flensburg. Od 19 listopada 2005 do 1 grudnia 2007 Wodarg był przewodniczącym powiatu SPD we Flensburgu.
Od 1990 Wodarg jest członkiem komitetu wykonawczego Krajowego Stowarzyszenia Socjaldemokratów w Sektorze Zdrowia, a od 1994 zastępcą przewodniczącego federalnego, a w 2002 został wybrany przewodniczącym komitetu federalnego.

## Sprawa Gerta Postela
Wodarg po raz pierwszy zwrócił na siebie uwagę opinii publicznej w latach 80., kiedy był szefem Departamentu Zdrowia Publicznego (niem. Gesundheitsamt) we Flensburgu w Niemczech i zatrudnił oszusta medycznego Gerta Postela jako zastępcę szefa, który później okazał się listonoszem. Wywołało to kontrowersje, chociaż zachował swoją pozycję do czasu wyboru do Bundestagu. Później pojawił się w filmie dokumentalnym Der Hochstapler – Die schwindelerregende Karriere des Postboten Gert Postel.

## Członek parlamentu
Od 1986 do 1998 Wodarg należał do rady parafialnej rodzinnego Nieby.
W latach 1994–2009 był posłem do Bundestagu. Tam Wodarg był w latach 2003-2005 rzecznikiem klubu SPD w komisji śledczej etyki i prawa współczesnej medycyny oraz rzecznikiem do spraw mniejszości w niemiecko-duńskim obszarze przygranicznym.
Był przedstawicielem bezpośrednio wybieranego miejsca Bundestagu w okręgu wyborczym Flensburg-Schleswig od 1994, ale stracił mandat w niemieckich wyborach federalnych w 2009.
Od 1999 Wodarg należy również do Zgromadzenia Parlamentarnego Rady Europy. Od 2002 jest wiceprzewodniczącym Grupy Socjalistycznej, a od 2006 przewodniczącym niemieckich socjaldemokratów i wiceprzewodniczącym niemieckiej delegacji.

## Pandemia COVID-19
Wodarg zyskał rozgłos podczas publicznej dyskusji na temat pandemii COVID-19, gdy argumentował, że SARS-CoV-2 był tylko jednym z wielu podobnych wirusów, które zwykle pozostają niewykryte w ramach zwykłego sezonowego okresu infekcji dróg oddechowych, oraz że ogólnoświatowe działania mające na celu zatrzymanie pandemii były ekscytacją spowodowaną selektywną percepcją badaczy.
Jego komentarze na temat pandemii COVID-19 spotkały się z krytyką ze strony niemieckich naukowców i niektórych niemieckich mediów. Według krytyków twierdzenia Wodarga w dużej mierze zaprzeczały sprawdzalnym faktom; niektóre z jego wypowiedzi nie były ani weryfikowalne, ani sfalsyfikowane; a ponieważ fakty przedstawione przez Wodarga nie miały ze sobą nic wspólnego, jego wypowiedzi okazały się mylące.
W petycji z grudnia 2020 do Europejskiej Agencji Leków Wodarg i były naukowiec Pfizer Michael Yeadon wezwali do wstrzymania stosowania wszystkich szczepionek mRNA. Ich petycja, która sugerowała bez dowodów, że szczepionki mogą powodować niepłodność u kobiet poprzez celowanie w białko syncytyny-1 niezbędne do tworzenia łożyska, wkrótce zaczęła krążyć w mediach społecznościowych. Dezinformacja spowodowana petycją rozprzestrzeniła się z mediów społecznościowych do gabinetów lekarskich, gdzie zaniepokojone kobiety zaczęły pytać swoich ginekologów, czy to prawda. Ankieta przeprowadzona w styczniu przez Kaiser Family Foundation wykazała, że 13% nieszczepionych osób w USA słyszało, że szczepionki przeciw COVID-19 powodują niepłodność. David Gorski napisał w Science-Based Medicine, że Wodarg i Yeadon „podsycali prawdziwy strach, że nowe szczepionki COVID-19 spowodują bezpłodność kobiet i [...] robią to w oparciu o spekulacyjny nonsens”.
Transparency International Germany, w której radzie dyrektorów Wodarg zasiada, zdystansowała się od jego oświadczeń z 17 marca 2020: „Transparency International Germany odrzuca zdecydowaną krytykę członka zarządu, dr. Wolfganga Wodarga, dotyczącą środków rządowych mających na celu ochronę ludności przed koronawirusem. (...) Wolfgang Wodarg wypowiada się w tej sprawie jako osoba prywatna, a nie jako członek Zarządu.” 25 marca 2020 zarząd podjął decyzję o zawieszeniu jego członkostwa w stowarzyszeniu „do odwołania”, co oznacza, że Wodarg nie może na razie pełnić żadnych funkcji w zarządzie ani jako szef grupy roboczej ds. zdrowia. Zarząd zleci niezależnej komisji zbadanie oświadczeń Wodarga na temat koronawirusa i ustalenie, czy jego zachowanie naruszyło interesy Transparency International Germany. Przewodniczący Hartmut Bäumer powiedział, że Wodarg wyrażał swoje poglądy w „radykalnych mediach”, takich jak KenFM, Rubikon, Geolitico oraz w wywiadzie z Evą Herman; wszystkie „które regularnie opierają się na teoriach spiskowych, z antydemokratycznymi, a czasem antysemickimi uprzedzeniami” i „sprzeciwiają się podstawowym zasadom demokracji”; natomiast „niektóre z nich są osobiście blisko AfD”.